# Aborto en Burkina Faso
El aborto en Burkina Faso es solamente legal bajo las causales de salvar la vida de la madre, si el embarazo pone gravemente en riesgo la salud física y mental de la madre, si el infante nacerá con una enfermedad incurable, o si el embarazo fue producto de una violación o incesto, siempre y cuando sea comprobado por un fiscal del estado. Incluso estos abortos se limitan a las 10 primeras semanas de embarazo.
En Burkina Faso, cualquier aborto realizado bajo otras condiciones, quien lo realizó arriesga una condena de 5 años de cárcel, y la imposición de una multa de entre 300 000 a 1 500 000 francos CFA (entre 519 y 2595 dólares).

## Impacto de las leyes que restringen el aborto
A comienzos de la década de 1999, al menos el 5 % de las mujeres que ingresaron a centros médicos por problemas salud maternal tuvieron complicaciones potencialmente de abortos inseguro, y el 70 % de estas mujeres tenían entre 16 y 24 años de edad. Durante el mismo periodo de tiempo, el 35% de las mujeres que buscaron tratamiento médico para la infertilidad, habían sido previamente receptoras de un aborto ilegal.